# Avessac
Avessac (bretonisch: Avezeg, auch: Plouzewi) ist eine großflächige französische Gemeinde mit 2.451 Einwohnern (Stand: 1. Januar 2022) im Département Loire-Atlantique in der Region Pays de la Loire. Sie gehört zum Arrondissement Châteaubriant-Ancenis und zum Kanton Pontchâteau. Die Einwohner werden Avessacais genannt.

## Geografie
Die Gemeinde Avessac liegt an der Grenze zum Département Ille-et-Vilaine, etwa sechs Kilometer östlich von Redon. Der Fluss Vilaine begrenzt die Gemeinde im Norden, sein Nebenfluss Don im Osten. Umgeben wird Avessac von den Nachbargemeinden Sainte-Marie im Nordwesten und Norden, Renac im Norden, La Chapelle-de-Brain im Nordosten, Massérac im Nordosten und Osten, Guémené-Penfao im Osten, Plessé im Südosten, Fégréac im Süden und Südwesten sowie Saint-Nicolas-de-Redon im Westen. Durch die Gemeinde führt die frühere Route nationale 775. Im Südwesten der Gemeinde Avessac steht ein Windpark mit fünf Windkraftanlagen.

## Bevölkerungsentwicklung
| Jahr                       | 1962 | 1968 | 1975 | 1982 | 1990 | 1999 | 2006 | 2012 | 2022 |
| Einwohner                  | 2496 | 2405 | 2356 | 2395 | 2233 | 2154 | 2357 | 2494 | 2451 |
| Quellen: Cassini und INSEE |      |      |      |      |      |      |      |      |      |

## Sehenswürdigkeiten
- Kirche Saint-Pierre-Saint-Paul
- Schloss Pordor aus dem 14. Jahrhundert, Umbauten bis in das 17. Jahrhundert, seit 2009 Monument historique
- Schloss La Châtaigneraie aus dem 19. Jahrhundert
- Schloss Le Bois Madame
- Herrenhaus Cotias aus dem 16. Jahrhundert
- Windmühle und Wassermühle
- Waschhaus (Lavoir)
- Rocher du veau surplombant; der Kalbsfelsen
- Wasserturm

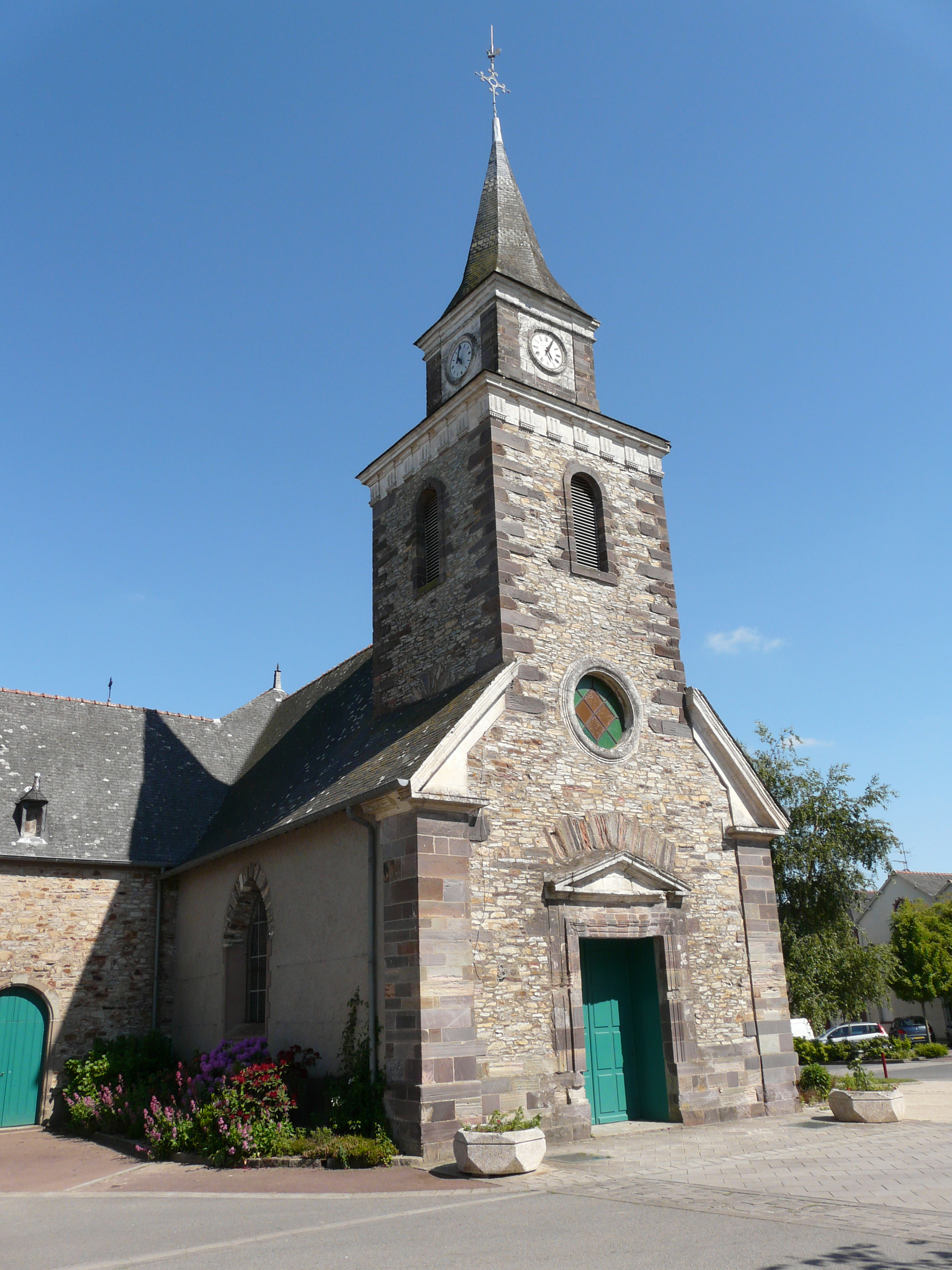
Kirche Saint-Pierre-Saint-Paul
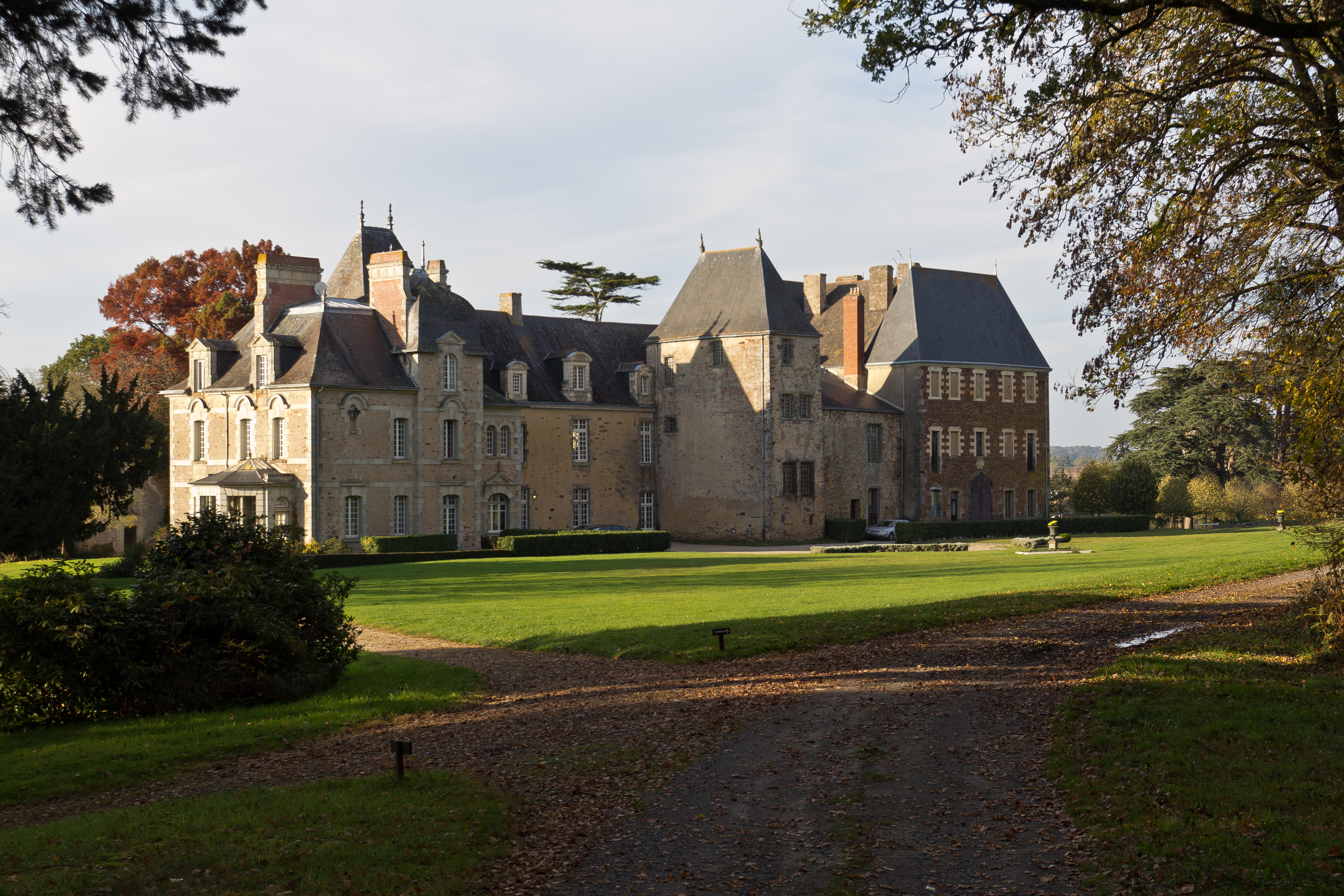
Schloss Pordor
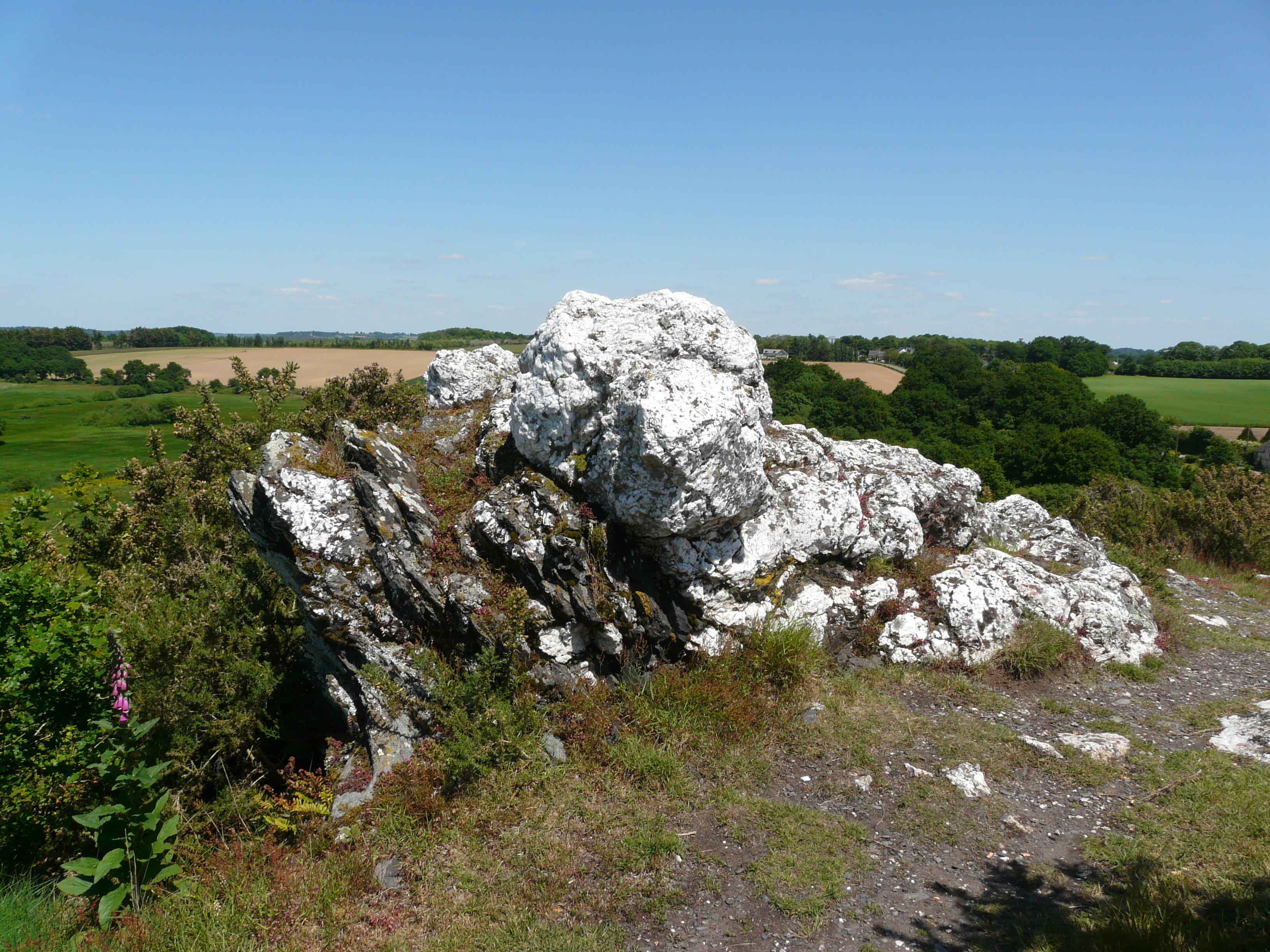
Rocher du veau surplombant

## Gemeindepartnerschaft
Mit der französischen Gemeinde Saint-Martin-d’Ablois im Département Marne besteht eine Partnerschaft.

## Persönlichkeiten
- Régis de L’Estourbeillon (1858–1946), Politiker und Avoué
- Joël Laplacette (* 1947), Autorennfahrer